# Clematis pseudokoreana
Clematis pseudokoreana là một loài thực vật có hoa trong họ Mao lương. Loài này được R.J.Im & U.C.La mô tả khoa học đầu tiên năm 1992.